# Xylotrechus klapperichi
Xylotrechus klapperichi là một loài bọ cánh cứng trong họ Cerambycidae.